# Gajówka Sokolnik
Gajówka Sokolnik – osada leśna w Polsce położona w województwie mazowieckim, w powiecie mińskim, w gminie Cegłów.
W latach 1975–1998 miejscowość należała administracyjnie do województwa siedleckiego.
Wierni Kościoła rzymskokatolickiego należą do parafii Świętych Marcina i Mikołaja w Kuflewie.